# Oculobrium
Oculobrium is een kevergeslacht uit de familie van de boktorren (Cerambycidae). De wetenschappelijke naam van het geslacht werd voor het eerst geldig gepubliceerd in 2005 door Adlbauer.

## Soorten
Oculobrium omvat de volgende soorten:
- Oculobrium abbreviatum Adlbauer, 2004
- Oculobrium sudrei Adlbauer, 2005
- Oculobrium wiesneri Adlbauer, 2005
- Oculobrium zimbabweensis Adlbauer, 2005